# 墨爾本商學院
墨爾本商學院（MBS）是一所從屬於澳洲公立墨爾本大學的私立商學院。自1956年開辦企業管理碩士（MBA）學位課程以來，校友人數估計有10,000人之譜。MBS的MBA教育品質和畢業生表現等自2005年起皆獲《金融時報》列入世界MBA前100大，高階企業管理碩士（Executive MBA）於2008年高居亞太區第一名。2009年獲世界大學網路排名評為澳洲第二。
MBS的校總區位於墨爾本市的卡爾敦區。由於與墨爾本中央商業區（Central Business District）距離甚近，平日在城中工作的在職學生可步行前往。位於Mornington Peninsula上的Mt. Eliza市，是MBS授予Executive MBA學位課程的中心；MBS於雪梨和北京皆有分校。

## 沿革
- 墨爾本大學的商學院在1954年夏季，初次提供高階發展課程予企業管理者時，是澳洲第一個有如此新課程的學府。爾後於1965年，首度由MBS授予了澳洲的第一座MBA學位。
- 1980年代，澳洲政府於墨大的MBS體系下，設立了「澳洲政府管理研究所」，使其擁有如國家管理學院般的地位。
- 1989年MBS自國立教育體系轉型為民營教育企業。墨爾本大學持有股權45%，澳洲民營企業另持有股權55%，成為一所具有大學地位的私立高等學府。
- 2004年，MBS股份有限公司與伊莉莎山商學院（Mt Eliza Business School；亦成立於1954年）合併，成為墨大麾下、澳洲內規模比較大的一所企業管理教育學院。

## 學位課程
墨尔本商学院提供全面的硕士和研究课程，研究生文凭和证书以及单科学习课程，以及一系列社会研究后的学士后管理教育和高级发展课程。
管理硕士课程套件  （页面存档备份，存于）
- 管理硕士
- 管理学硕士（会计）
- 管理学硕士（会计与金融）
- 管理学硕士（金融）
- 管理学硕士（人力资源）
- 管理学硕士（市场营销）
- 商业研究生证书

专家硕士和文凭  （页面存档备份，存于）
- 应用计量经济学硕士
- 精算科学硕士
- 商业分析硕士
- 商业硕士（精算学）
- 商业硕士（管理）[永久]
- 商业硕士（市场营销）[永久]
- 经济学硕士
- 企业管理硕士[]
- 创业大师
- 财务硕士
- 营销硕士
- 营销传播硕士
- 公共行政硕士[]
- 供应链管理硕士
- 精算学研究生文凭
- 经济学研究生文凭
- 金融研究生文凭[永久]

高管教育  （页面存档备份，存于）
- MBA
- 企業管理碩士／法律碩士（JD）
- 企業管理碩士／行銷碩士
- 高階企業管理碩士 （页面存档备份，存于）
- 行銷碩士
- 創新管理碩士
- 創新課程（Certificate and Diploma Available
- 學士後管理文憑
- 學士後管理文憑（行銷學） （页面存档备份，存于）
- 博士和研究學位課程

伊莉莎山（高階發展課程）
- 開放課程
- 依據企業需求之客製化課程
- 依據專人需求之客製化課程
- 高階領導課程

## 著名校友
- Katie Lahey 澳洲商業協會秘書長，1988年EMBA畢業生
- Scott Crawley Del Inc，全球採購部協理，1992年MBA畢業生
- Margaret Jackson 1982年MBA畢業生
- Paul Coughlin 標準普爾公司，企業暨政府評鑑部，資深執行董事，1985年MBA畢業生
- Vu Tien Vy 瑞士聯合銀行，財富管理部，金融商品協理，1999年MBA畢業生
- Varina Nissen Manpower Inc，全球行銷及通信部，資深副總裁，1996年MBA畢業生
- Mark Laurie PriceWaterhouseCoopers合夥人，2005年EMBA畢業生
- Brent Chapman Majordomo創辦人，2003年MBA畢業生
- Ahmed Fahour 澳洲國民銀行執行長，1993年MBA畢業生
- 比尔·萧藤 資深工會幹部，2001年MBA畢業生
- John Elliott Carlton & United Beverages 前任執行長
- Paul Rizzo 澳洲電信（Telstra）集團執行董事，1969年MBA畢業生
- Ross Oakley 澳洲足球協會（AFL）前任秘書長

## 外部連結
- 墨爾本商學院官方網站 （页面存档备份，存于）